# Catedral de San Pedro (Saintes)
La catedral [de] San Pedro de Saintes (en francés: cathédrale Saint-Pierre) es una iglesia catedral de Francia, uno de los principales edificios religiosos de Saintes, segunda ciudad más grande del departamento de Charente-Maritime, en Nueva Aquitania.
La iglesia fue la sede de la diócesis de Saintonge hasta 1802, cuando ésta se vinculó a la de Aunis, con sede en La Rochelle. Desprovista de su condición de catedral, fue devuelta a tal condición por un breve pontificio del papa Pío IX de 22 de enero de 1852, que estableció la diócesis de La Rochelle y de Saintes.
La catedral de San Pedro está clasificada como monumento histórico de Francia desde 1862. El claustro canonical, adyacente a la misma, es también monumento histórico desde el 9 de junio de 1937.

## Historia

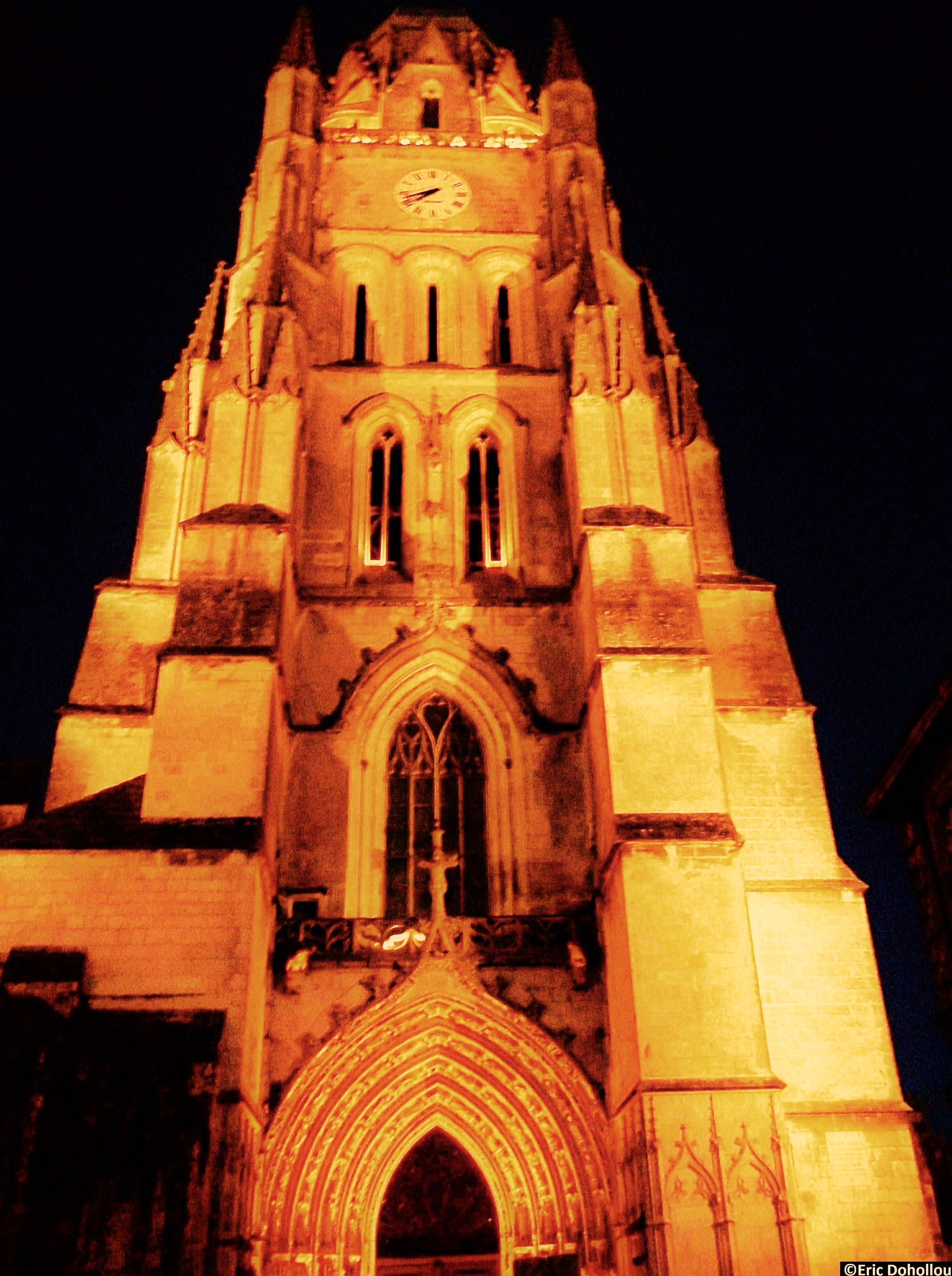
La catedral iluminada

La actual catedral sucedió a un santuario cristiano primitivo erigido durante el episcopado del obispo Palladius en el siglo VI. En el siglo XI, ese templo fue destruido por un incendio. Unos años más tarde, el obispo Pierre de Confolens (1112-1127) hizo elaborar los planos para un nuevo edificio del que solo queda el crucero sur, dotado de una cúpula sobre pechinas y muros doblados con arcadas de medio punto en el exterior. En el siglo XIII, se añadió a la catedral un claustro canónico y la casa de los canónigos.
En los inicios del siglo XV, la catedral románica sin embargo se encontraba en un profundo estado de deterioro. En 1420, el colapso parcial de sus bóvedas causó la muerte de un hombre, lo que determinó que las autoridades religiosas considerasen la reconstrucción total del edificio. Los trabajos se iniciaron poco después, durante el episcopado del obispo de Guy II de Rochechouart.
Al santuario románico le siguió un edificio de estilo gótico flamígero, todavía en construcción durante la visita del rey Luis XI en 1472. La nueva catedral fue construida a continuación en tres niveles, marcando un triforio el límite entre las arcadas y las ventanas altas. El rastro de la altura máxima alcanzada por las cubiertas es aún hoy visible en la parte posterior de la torre. Llegando casi hasta el reloj, su altura alcanzaba los 39 m de altura.
Salvo el campanario, el edificio estaba casi terminado cuando estallaron las guerras religiosas. En 1568, las tropas hugonotes lideradas por François de Coligny d'Andelot saquearon la catedral, martilleando la portada y rompiendo en dos la estatua de Carlomagno situada a la derecha. Del mismo modo, una parte de las capillas del coro fueron destruidas o mutiladas y el mobiliario fue saqueado. Después de esto, ordenó minar los pilares de la nave, causando su colapso.
La reconstrucción de la nave empezó en 1585. Sin embargo, carentes de recursos, se reconstruyó sólo con dos tercios de su altura original, lo que explica la presencia de arbotantes al aire. Las bóvedas de crucería no fueron rehechas, sino reemplazadas por bóvedas de aristas en ladrillo (retirada en 1926). Sólo las naves laterales fueron de nuevo provistas de bóvedas de crucería.
Una segunda campaña de reconstrucción se emprendió bajo el episcopado de Louis II de Bassompierre (1648-1676) y de su sucesor Guillaume V Du Plessis de Gesté (1677-1702). El coro fue también reconstruido desde 1660 y dotado con una bóveda artesonada que evoca el casco invertido de una nave. Recubierto con una capa de yeso, se puso de manifiesto durante una campaña de restauración en la década de 1970.
La catedral no sufrió daños en el período revolucionario, aunque no fue esa la suerte del prelado que la dirigía desde 1781. En 1791, el obispo Pierre-Louis de la Rochefoucauld fue arrestado por negarse a prestar el juramento constitucional. Encarcelado en la prisión de los Carmelitas, con más de un centenar de otros eclesiásticos, fue una de las víctimas de las masacres de septiembre (el 2 de septiembre de 1792).
En 1802, la diócesis de Saintes fue suprimida y fue incorporada a la diócesis de La Rochelle. Por un breve pontificio del papa Pío IX en 1852, la diócesis fue renombrada como diócesis de La Rochelle y de Saintes y la catedral recobró el título. El 8 de abril de 1870 obtuvo también el título de basílica menor.

## Descripción general

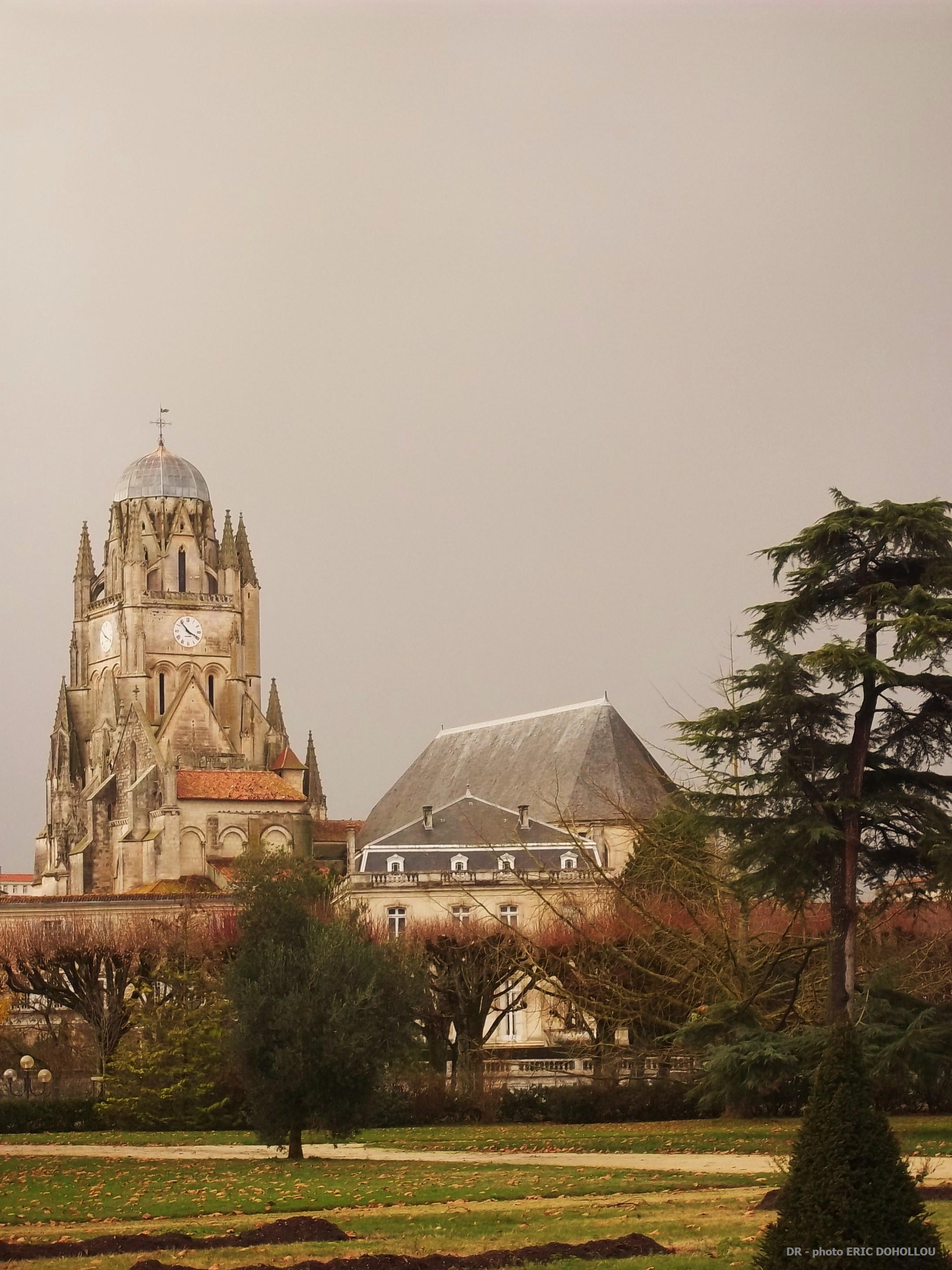
La catedral desde el jardín público

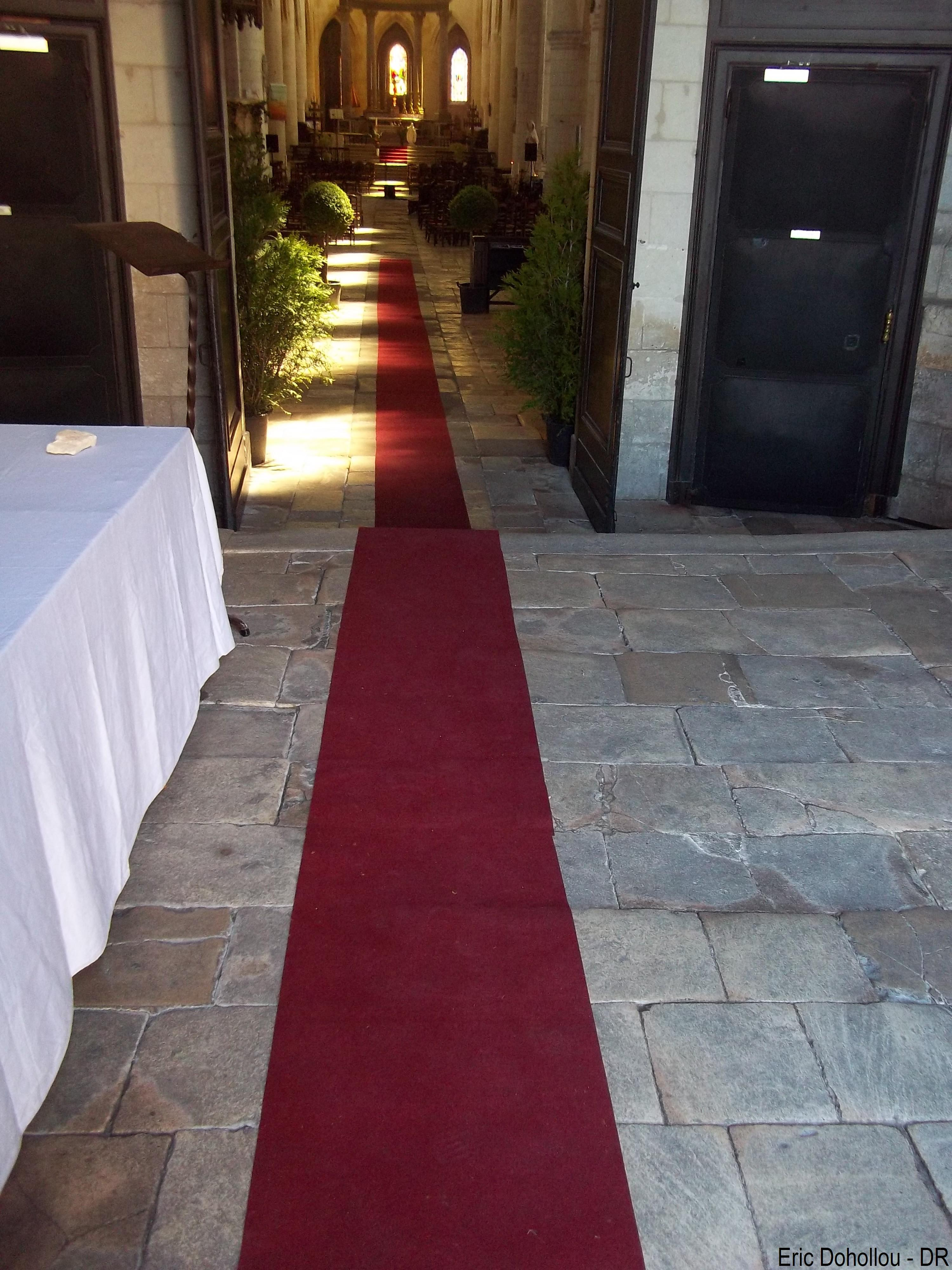
Tambor de la catedral (mayo de 2012)

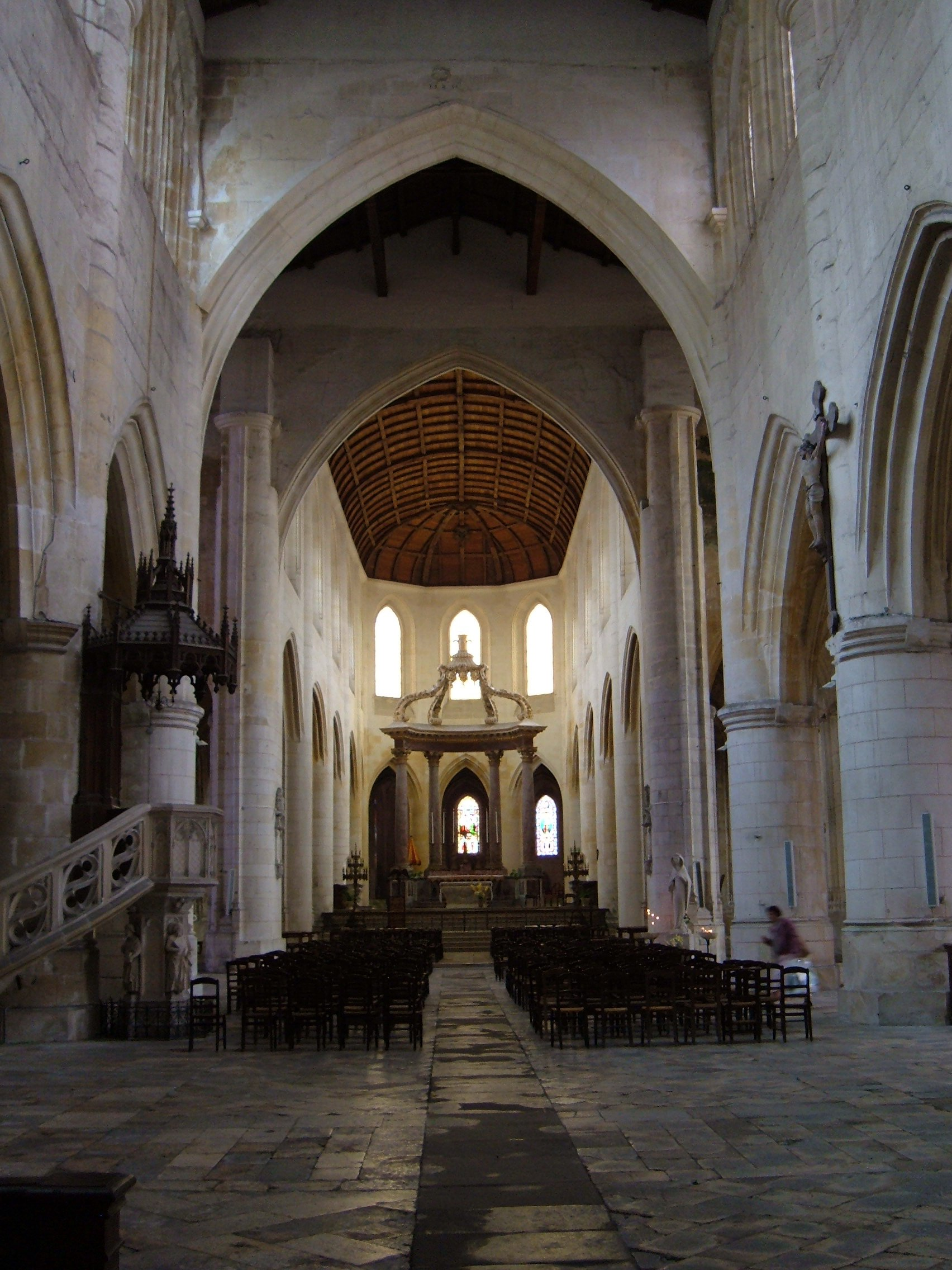
El interior actual de la catedral se caracteriza por la sobriedad de sus líneas

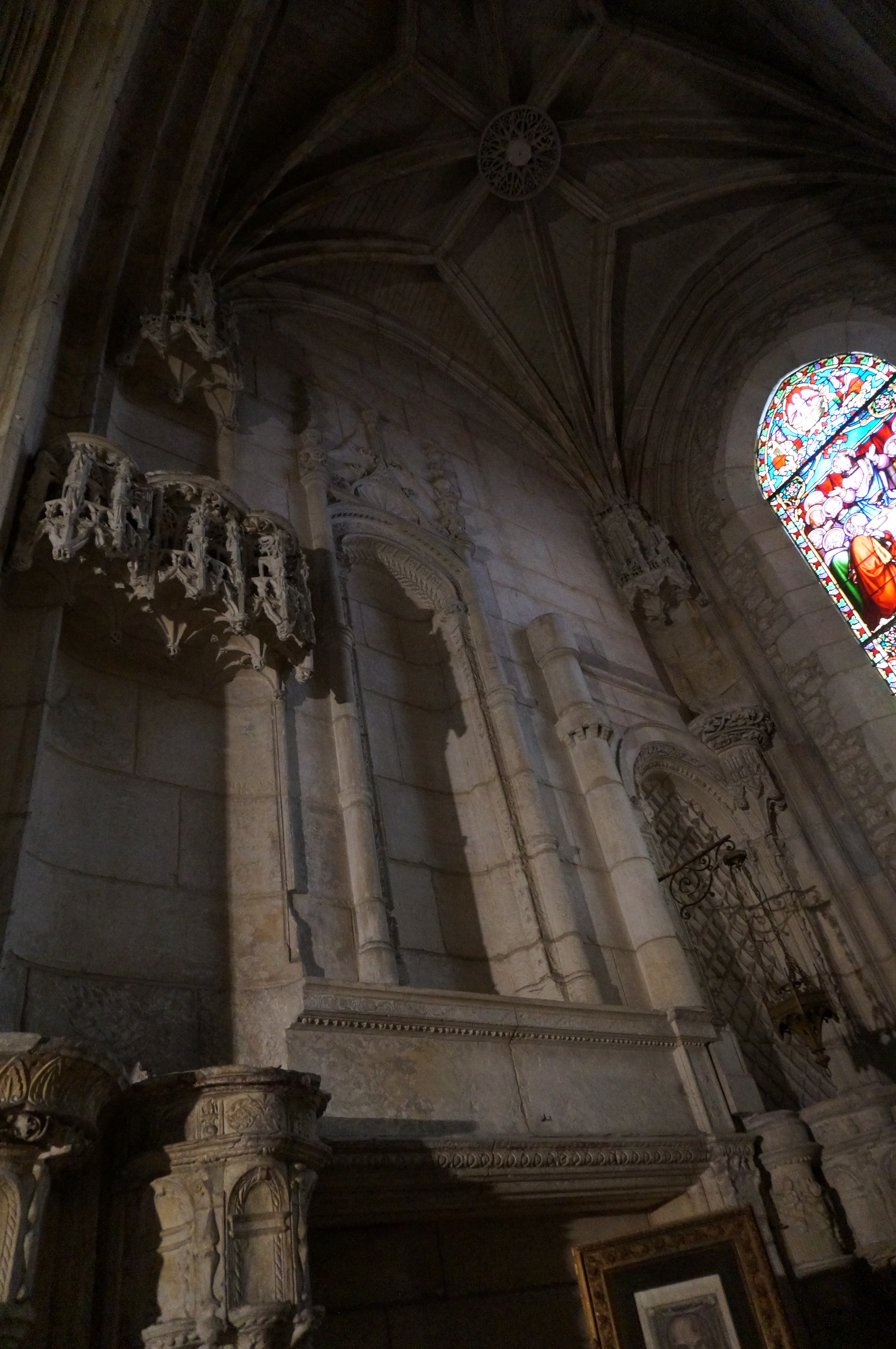
Capilla de las Tourette

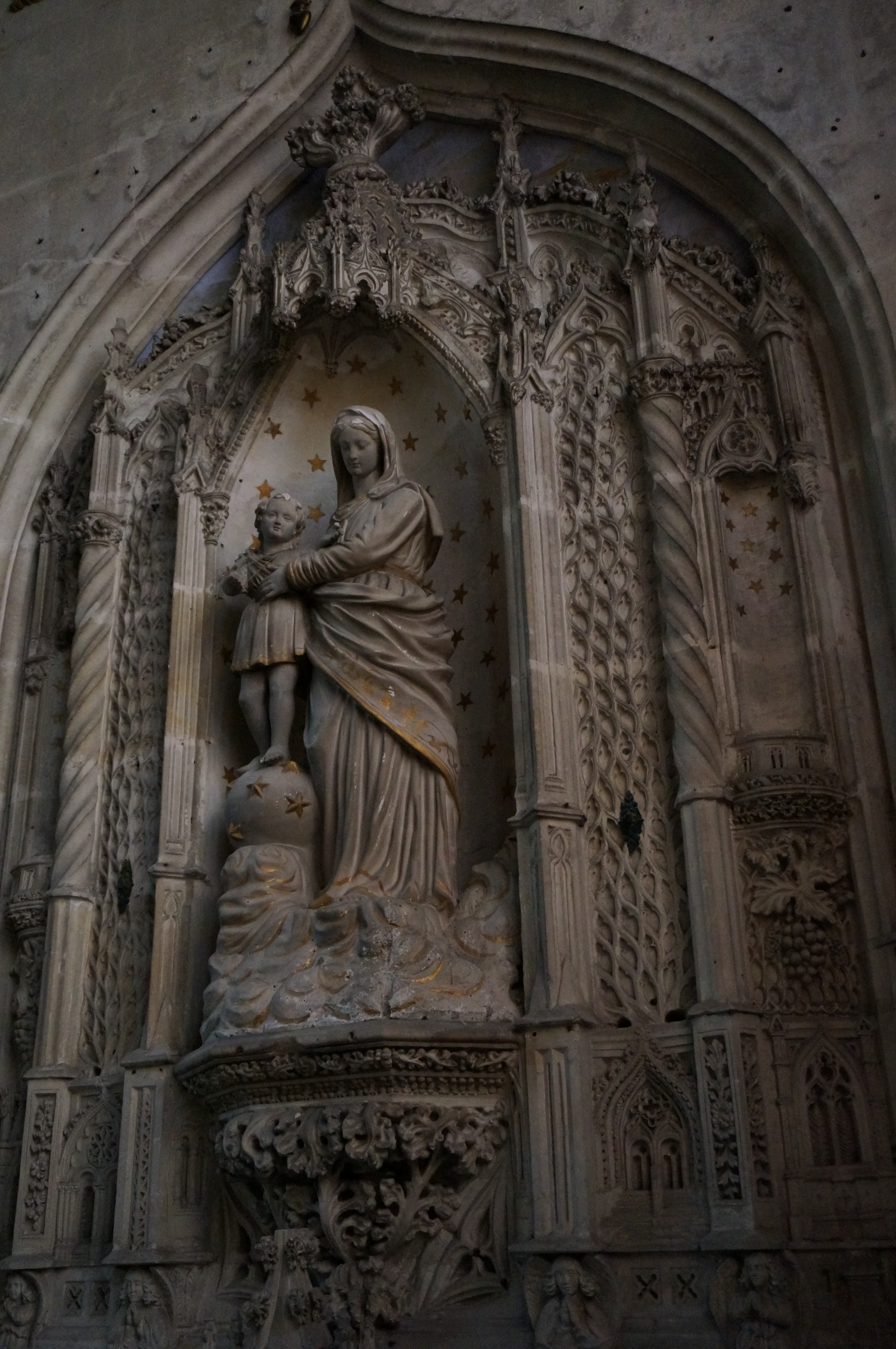
Capilla de los Santos Sacramentos

### El campanario
Uno de los elementos más destacables de la catedral de Saint-Pierre es su campanario-porche que domina el paisaje urbano de la antigua capital saintongeaise. Dominando las cubiertas de la ciudad desde sus casi 58 m, fue pensado originalmente para soportar una aguja de piedra que tendría que alcanzar su punto máximo a 96 m. Quedó sin terminar después de las guerras de religión, y se cubrió con una cúpula de cobre que le dio una silueta atípica. Una escalera de caracol que data del siglo XV permite llegar a la plataforma superior.

### La portada
La portada occidental se compone de una ogiva en arco apuntado con cuatro volutas sobre las que se desarrollan representaciones de ángeles, apóstoles y figuras del Antiguo Testamento. Estas esculturas se reparten en cuatro ángeles a cada lado, después cinco personalidades (obispos, constructores ...), luego seis personalidades más (caballeros, obispos ...) y, finalmente, siete apóstoles.

### La nave
La nave de cuatro tramos fue severamente dañada durante las guerras de religión. Reconstruida a dos tercios de su altura original en la última parte del siglo XVI, ha perdido su triforio y sus bóvedas de cruceria. Una carpintería dejada aparente cubre el conjunto desde 1926. La nave está bordeada por naves laterales ellas mismos limitadas por capillas laterales cubiertas con una bóveda sexpartita. Las grandes ventanas de tracería flamígera recuerdan el edificio del siglo XV.
Los dos brazos del transepto se cubren con cúpulas sobre pechinas. Si el crucero norte fue reconstruido en gran medida en el siglo XIV, y después en el siglo XVI, el crucero sur data principalmente del siglo XII. Este es el único vestigio de la catedral románica construida por Pierre de Confolens. Un nicho del siglo XIII se encuentra en la pared sur.
Mientras que el absidiolo del crucero sur se ha conservado, acogiendo un retablo del siglo XVIII, el del crucero norte fue demolido durante el saqueo de la catedral por los ejércitos reformistas.

### Tesoro y coro
El crucero sur permite el acceso al claustro de los canónigos, uno de los pocos de su tipo que se ha conservado en Francia. Todo lo que queda hoy en día son las galerías sur y oeste, que albergan algunas lápidas de canónigos.
Un edificio anexo también proporciona acceso al tesoro de la catedral, uno de los más importantes de la región de Poitou-Charentes. Entre las piezas expuestas se encuentran un cáliz de plata grabada del siglo XVIII, hecho por el orfebre François-Daniel Imlin; una tabla del siglo XVIII que representa la conversión de santa Eustelle, un crucifijo de plata con una decoración de rocalla datado en 1776, o incluso unas vinagreras en porcelana del siglo XVIII.
El coro de la catedral se cubre con una bóveda casetonada en forma de casco de barco invertido. Bordeado por un deambulatorio, no conserva más que cuatro de las quince capillas originales, los demás fueron destruidas por los hugonotes. Entre las capillas que sobreviven, la capilla central —llamada capilla de la Psalette— integra elementos góticos tardíos y motivos que ya presagian el Renacimiento. Realizada entre 1515 y 1520, alberga las tumbas de dos decanos del Capítulo.
El elemento central del coro es el ciborio, realizado en el siglo XIX a partir de materiales recuperados del mobiliario de la Abadía de las Damas de Saintes. Se compone de cuatro columnas de mármol rojo que soportan un entablamento en forma de hemiciclo. Regalado a la catedral por Napoleón Bonaparte, entonces primer cónsul, no fueron ensambladas para formar un dosel del altar hasta 1822 debido a la precariedad de las finanzas de la iglesia en ese momento. Dirigida por el marmolista Penaud, el cantero Morisson, el ebanista Fragnaud y el dorador y pintor Riche, el trabajo se completó en 1826.

### Las capillas
- La capilla de las almas del purgatorio, además de su altar, aloja un monumento a los muertos de la Primera Guerra Mundial y dos tablas clasificadas: un monje orando del siglo XVIII y La Vierge intercédant pour les âmes du purgatoire.
- La capilla de las confesiones que además de dos tablas clasificadas de San Pedre, tiene un altar.
- La capilla axial chapelle de la Psalette, llamada de la Tourette, familia que participó en su construcción en estilo gótico tardío y con motivos que prefiguran la Renacimiento. Realizada entre 1515 y 1520, alberga las tumbas de dos decanos del capítulo.[6]
- La capilla de las fuentes bautismales que también tiene una imagen de Juan bautizando y un ciborium.
- La capilla Harpain, para Marie Eustelle, joven hija que figura en el vitral.
- La capilla de María Magdalena, que tiene una tabla de Antoine Reissener, La naissance de la Vierge del siglo XIX.
- La capilla de Nuestra Señora del Milagro, que además de su altar tiene una pintura de un monje rezando.
- La capilla de la Rochefoucauld dedicada a Pierre Louis de la Rochefoucauld-Bayers.
- La capilla del Santísimo Sacramento con su altar, su fregadero, su tabernáculo, su credencial y su retablo del siglo XIX que están clasificados, así como sus vidrieras de patriarcas.
- La capilla del niño Jésus.
- La capilla del Espíritu Santo y de Lourdes.
- La capilla de San Miguel, en reparación, que alberga una dedicatoria del siglo XVI de Charles Guitard y que está clasificada.
- La capilla de Vivonne, dedicada a Jean de Vivonne tiene una tabla Eutrope et Estelle está clasificada.

Portada occidental
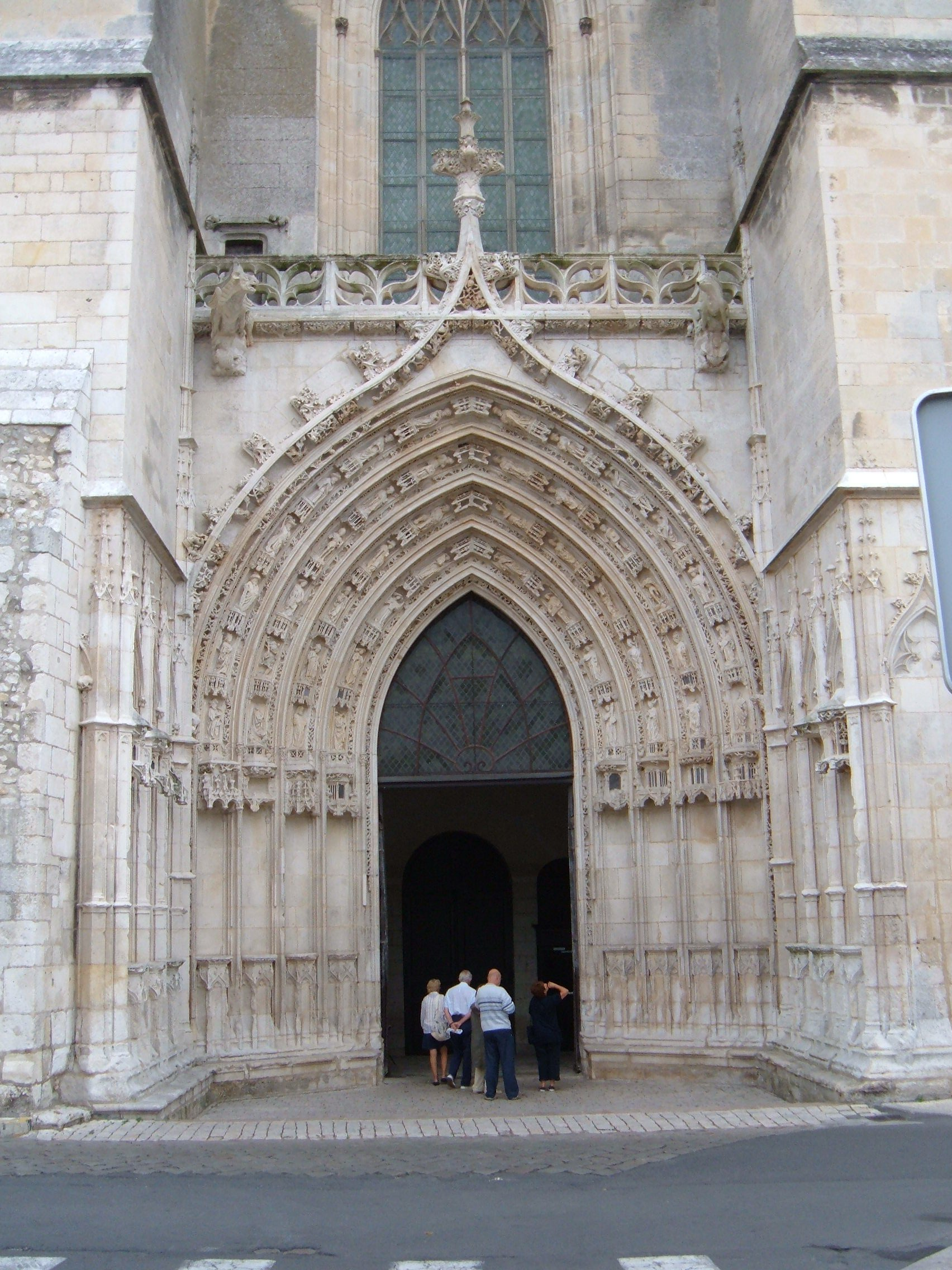
La portada occidental es representativa de la escultura gótica tardía en el suroeste de Francia
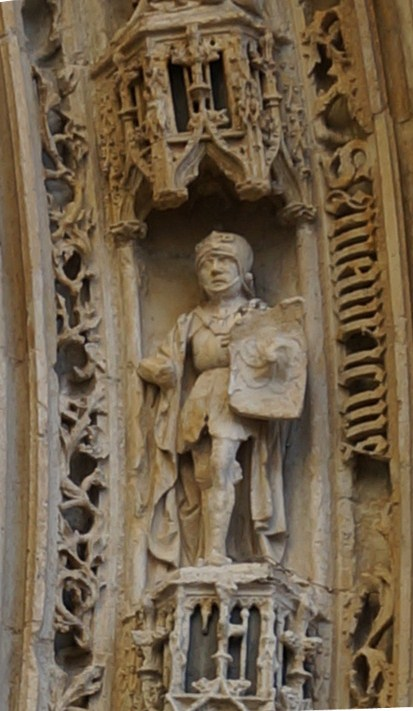
Guerrero
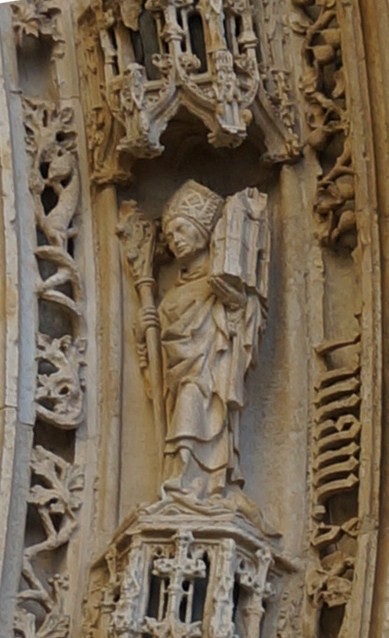
Obispo constructor
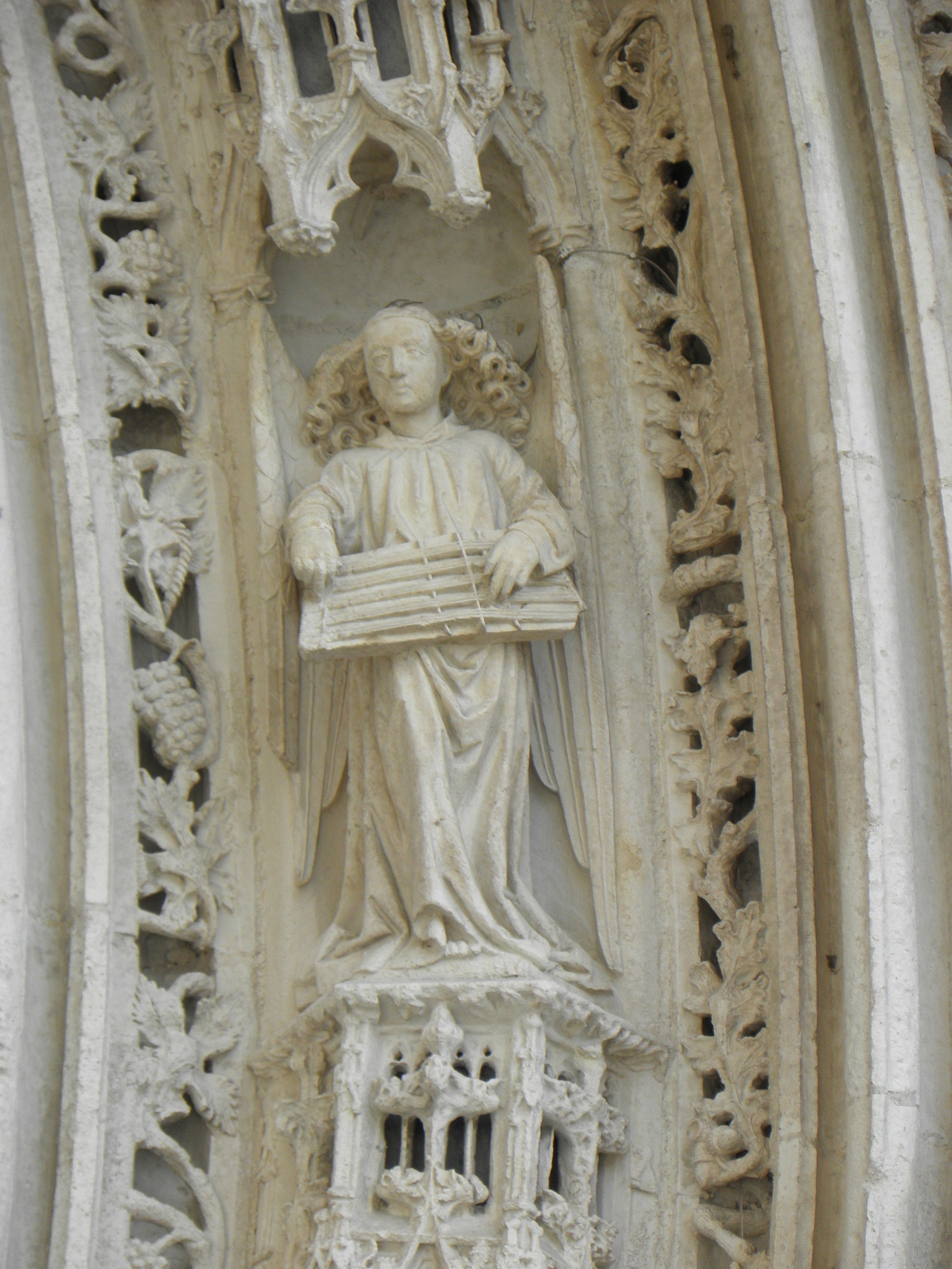
Músico
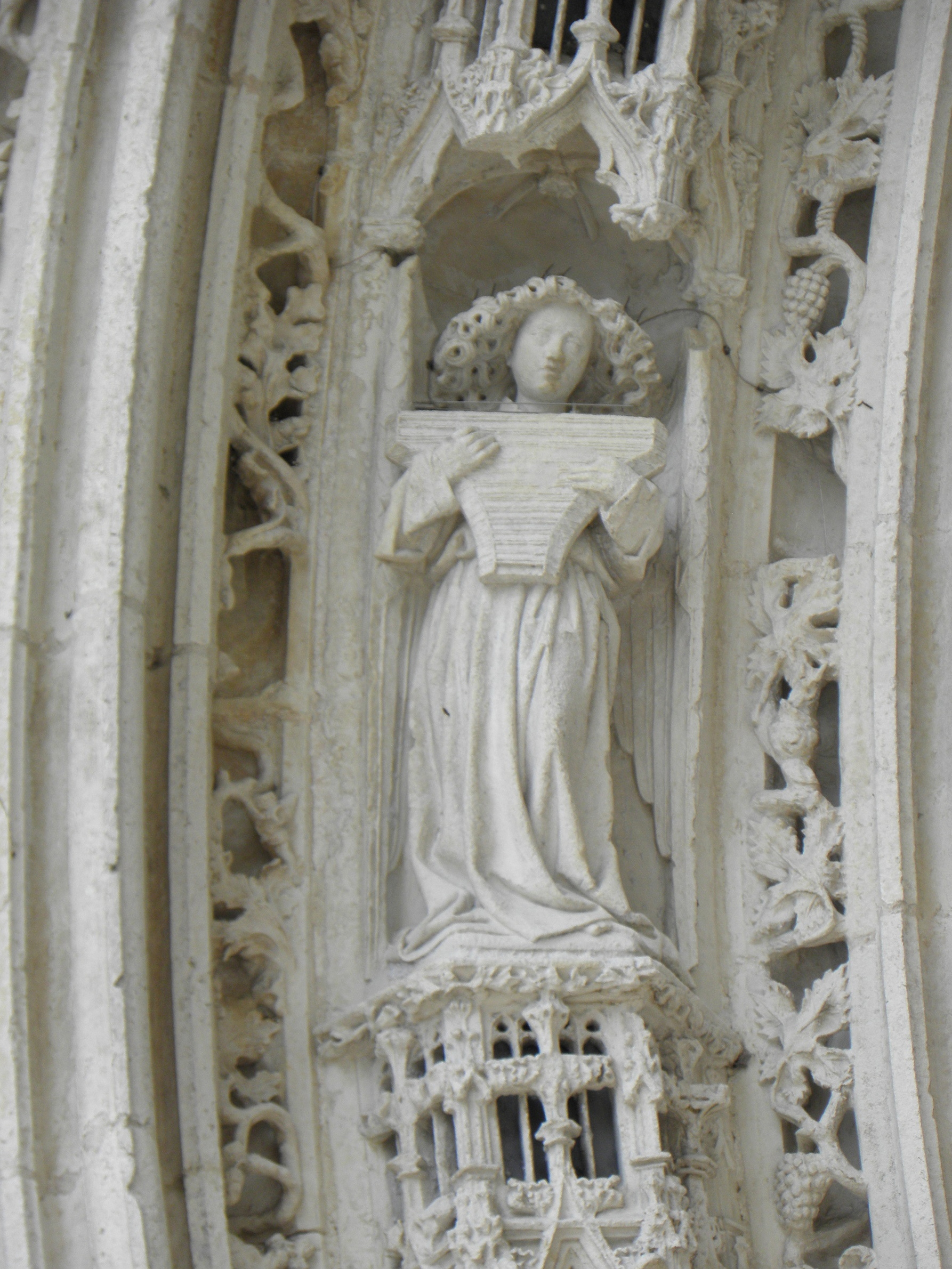
Músico
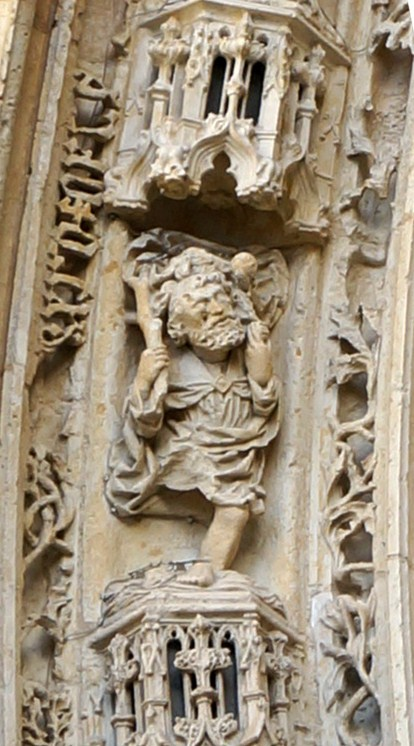
San Christophe
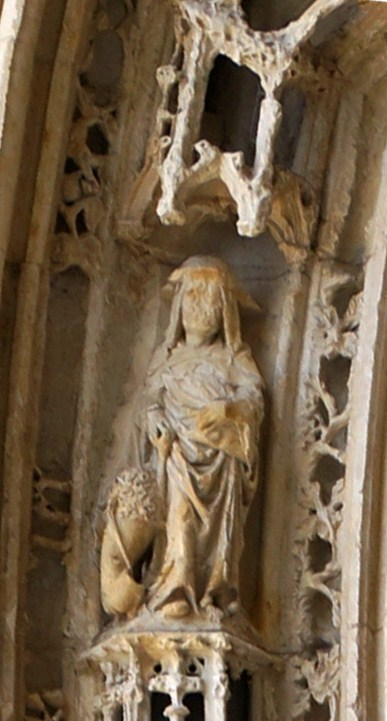
San Jérome

### Los órganos
Instalado en una tribuna que domina la nave, los grandes órganos se colocaron en la catedral de 1626. Obra del organero Jehan Ourry, fueron retomados en el siglo XVIII. Las dimensiones del bufé son 3,34 m de altura, 6,24 m de ancho y 1,57 m de profundidad. Se caracteriza por una rocalla que incluye una estatua del rey David tocando el arpa.
El bufé está clasificado como monumento histórico desde 1943, y el propio órgano desde 1973.

## Peregrinación
La catedral es la sede de una peregrinación a la Virgen del Milagro (Notre-Dame-du-Miracle), cuya estatua se encuentra en el crucero del transepto. Este culto de origen medieval siguió a una supuesta aparición de la Virgen en la catedral. Mantenido vivo hasta la revolución, el culto fue reintroducido solemnemente el 8 de diciembre de 1954 por el obispo coadjutor de La Rochelle y Saintes, Xavier Morilleau.

## Benefactores y visitantes célebres
El papa Urbano II celebró la misa de Pascua en la antigua catedral en 1096 y el duque de Anjou y rey de España Felipe V, asistió a la misa de Navidad en 1700.
Entre los benefactores y los visitantes de la antigua catedral destacan:
- el emperador Carlomagno
- el rey Enrique II de Inglaterra
- el rey Luis VII de Francia
- el rey Luis IX de Francia
- el rey Felipe III de Francia

y de la catedral actual:
- el rey Luis XI de Francia
- el rey Luis XIII de Francia
- el rey Luis XIV de Francia
- el rey Felipe V de España
- el emperador Napoleón I
- el emperador Napoleón III

## Noche de las catedrales
El 12 de mayo de 2012, la catedral de St Pierre Saintes participó por primera vez en el evento europeo (organizada por la arquidiócesis de Luxemburgo), la Noche de las Catedrales. El evento local fue dado conocer en la televisión nacional. El canal France 3 emitió un documental en la emisión Midi en France, el viernes 11 de mayo de 2012. Un video del comité organizador, bajo la autoridad de la diócesis La Rochelle y Saintes, retrato la noche en noche en Wat TV.
Un libro sobre la catedral de Saintes salió y se presentó el 12 de mayo de 2012, date de la Nuit des Cathédrales. El libro de Éditions Picard está firmado por ocho autores, incluidos investigadores del CNRS.

## Cierre por obras y reapertura
Desde el 11 de junio de 2012 la catedral fue cerrada totalmente para realizar obras. Ese decreto de cierre fue objeto de disputas políticas, a nivel nacional. Destacó una discrepancia entre el decreto ministerial NOR/IOC/D/11/21246/C de 29 de julio de 2011 y la orden municipal de la villa de Saintes, ya que se consideraba que las preocupaciones de riesgo sólo afectaban a una sexta parte del edificio y que nada había caído.
La catedral fue de nuevo abierta al público el 5 de octubre de 2013, después de 16 meses de cierre. Para la ocasión, se organizaron muchos eventos los días 5 y 6 de octubre, con una misa solemne presidida por el obispo Bernard Housset, obispo de La Rochelle y Saintes.
El 5 de octubre de 2013, el artista Jean-Pierre Blanchard realizó ante el público un retrato gigante del papa Francisco. El lienzo quedó expuesta en la catedral.··

## Galería de objetos clasificados
Conjunto de mobiliario sujeto a un censo en la base Palissy.

Objetos clasificados de la catedral
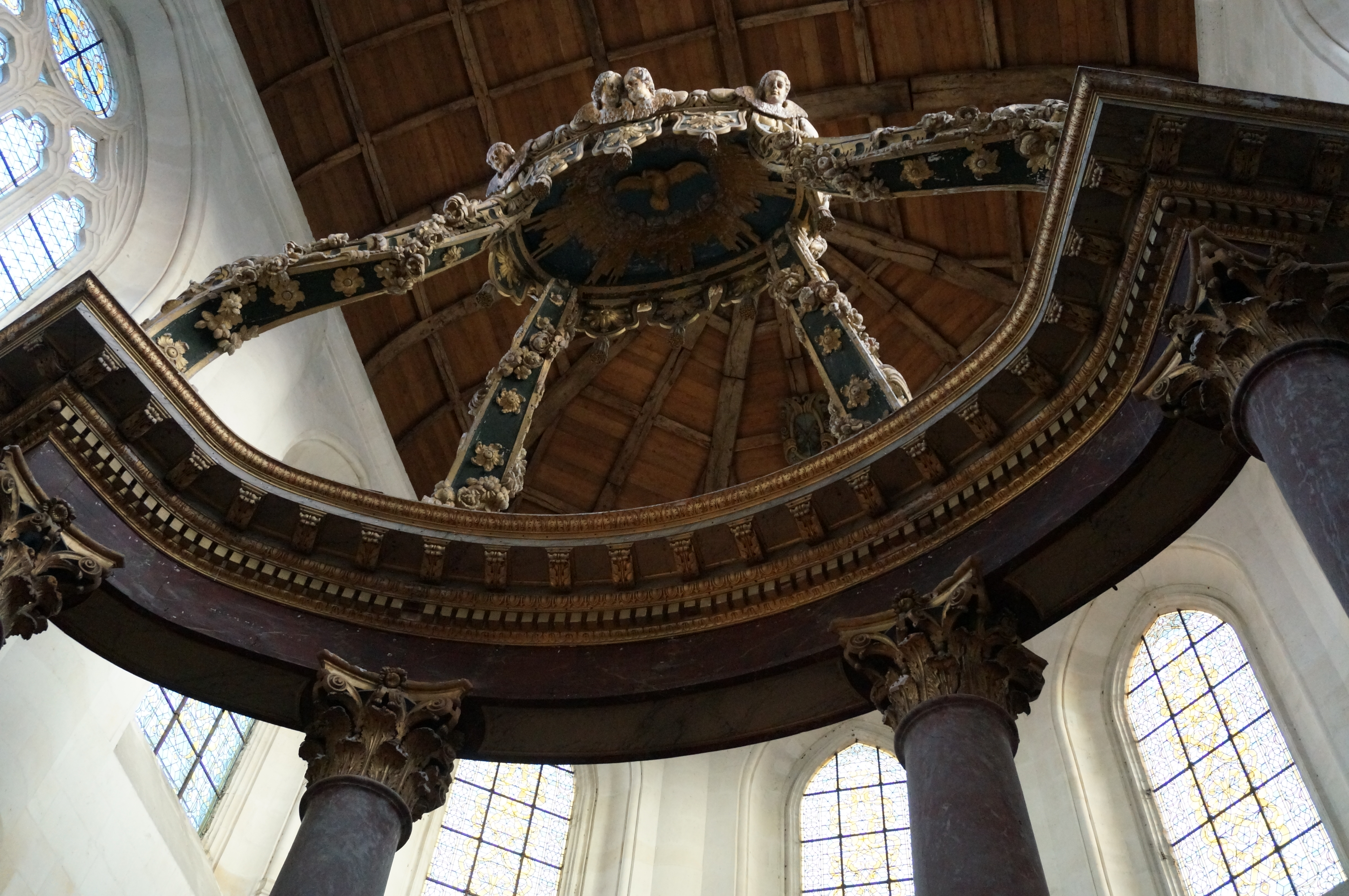
Baldaquino del altar principal
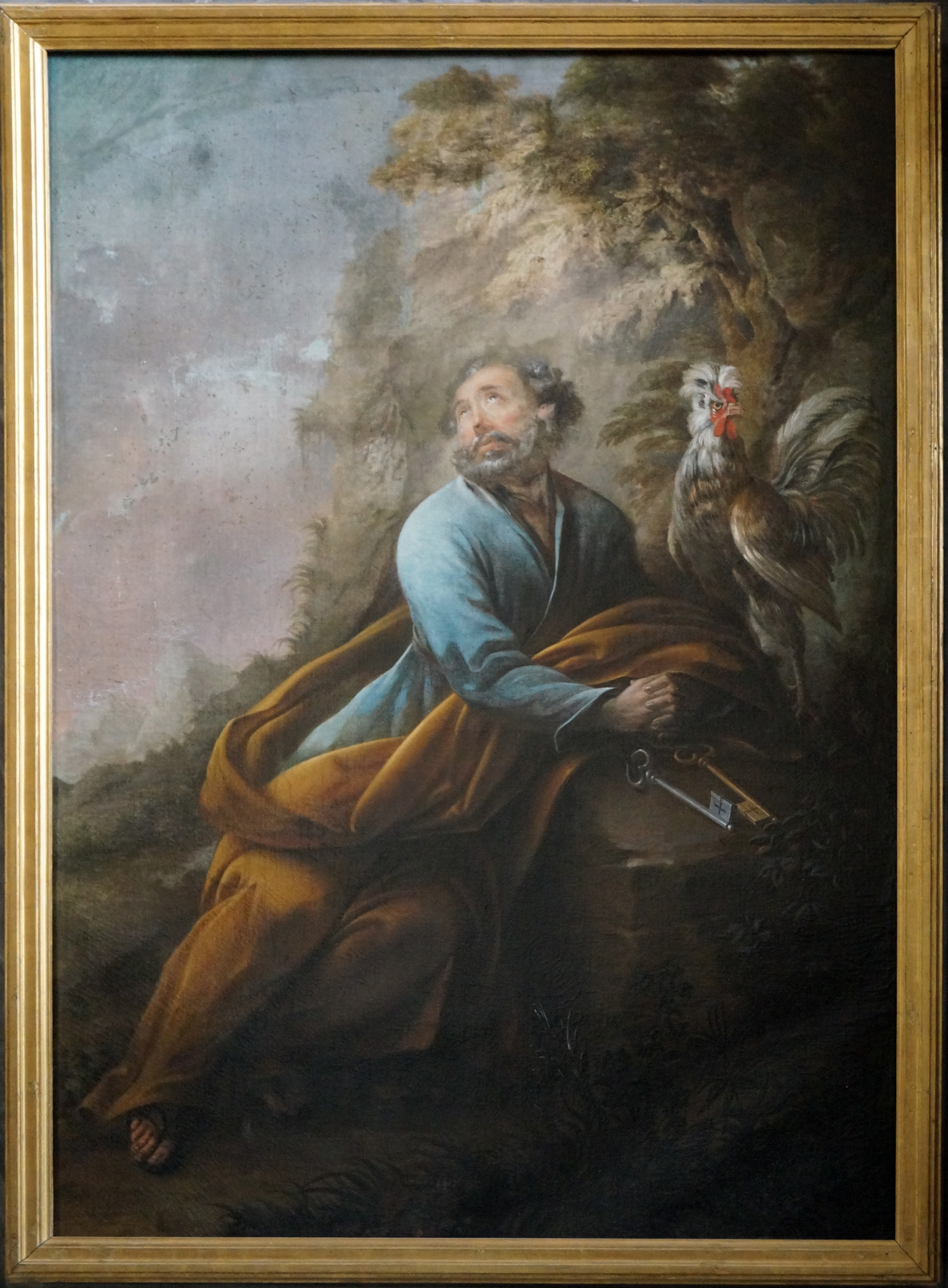
Saint Pierre et le coq
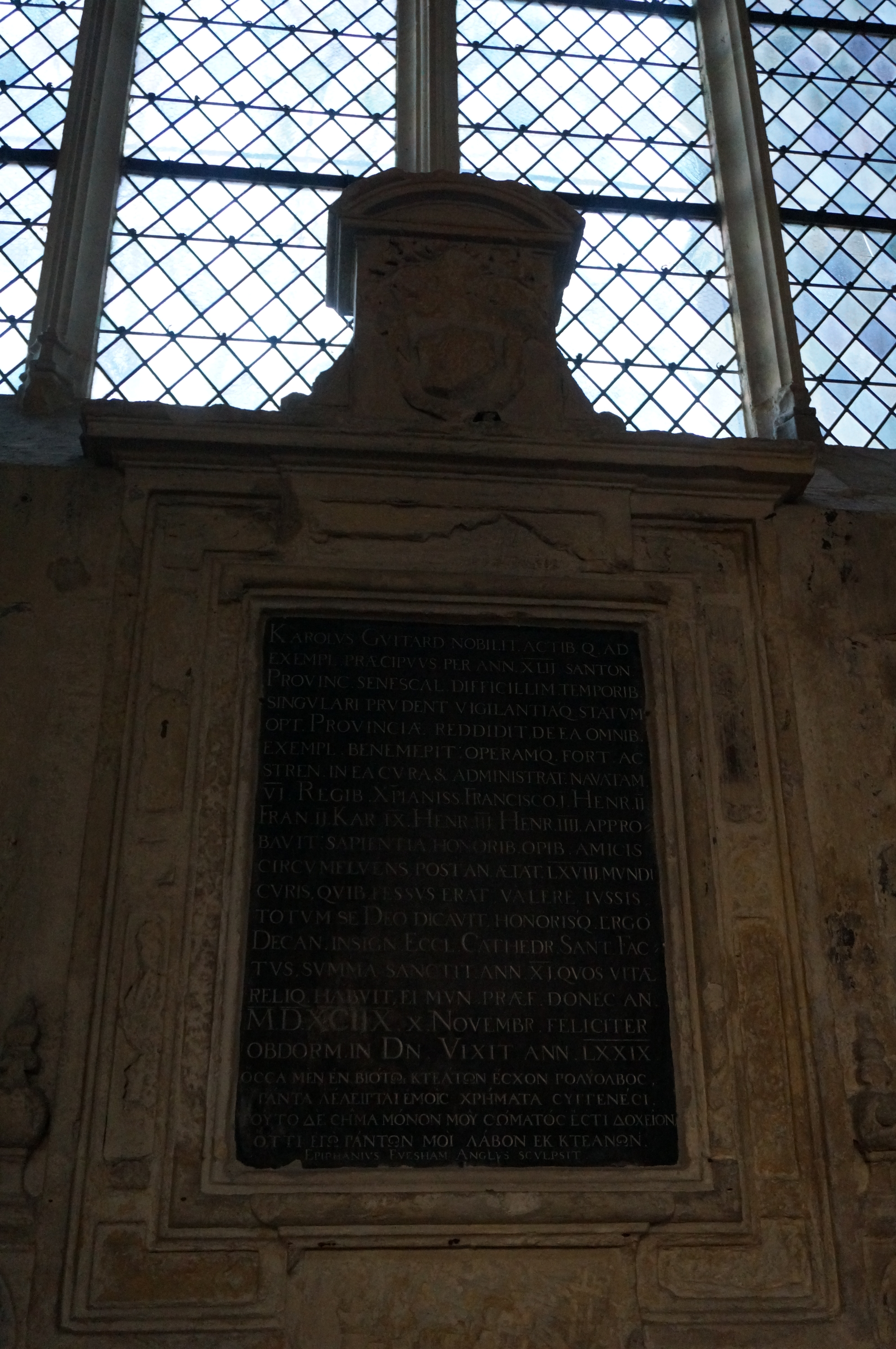
Dedicatoria a Guitard del siglo XVI
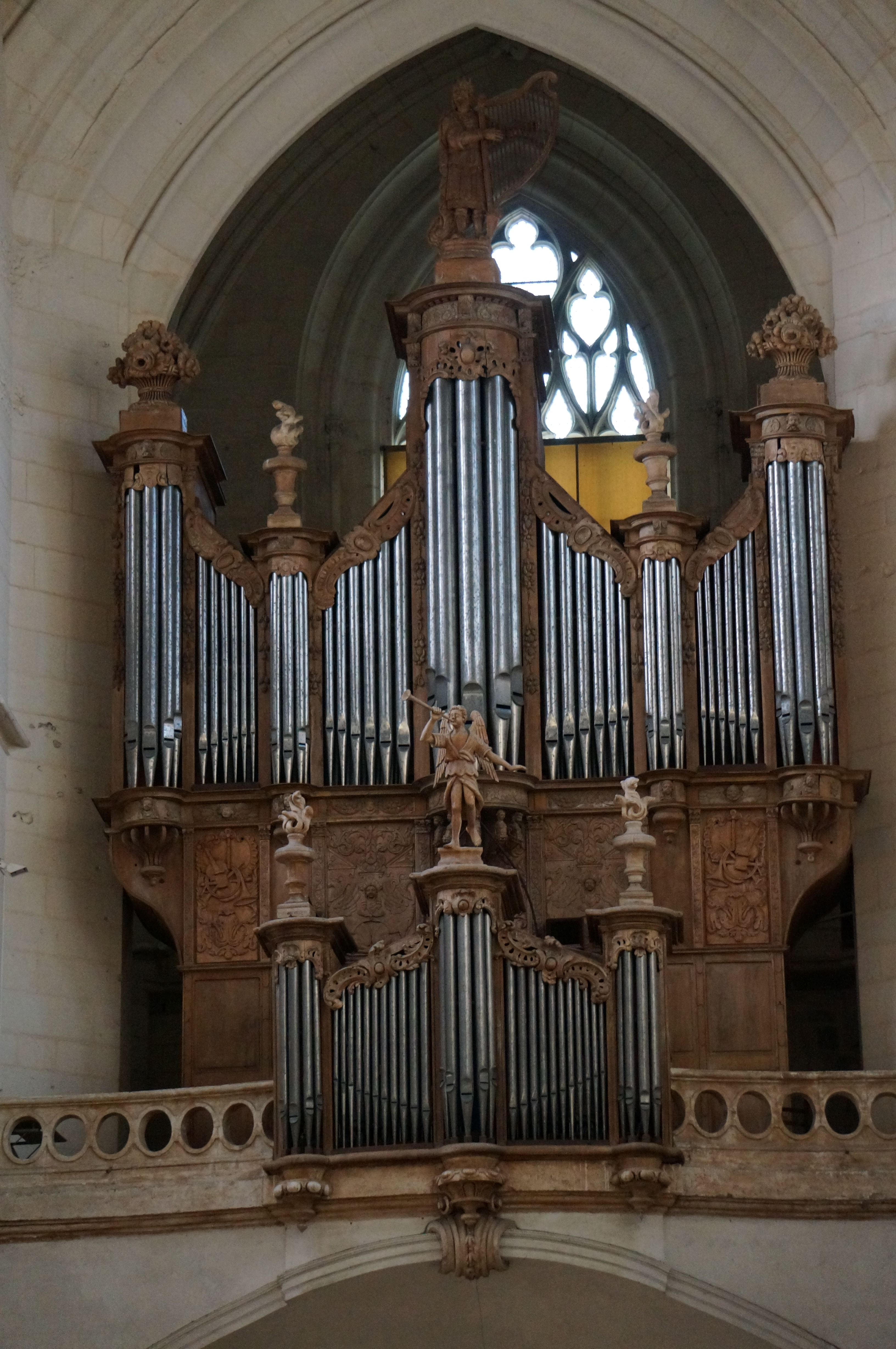
Órganos de tribuna
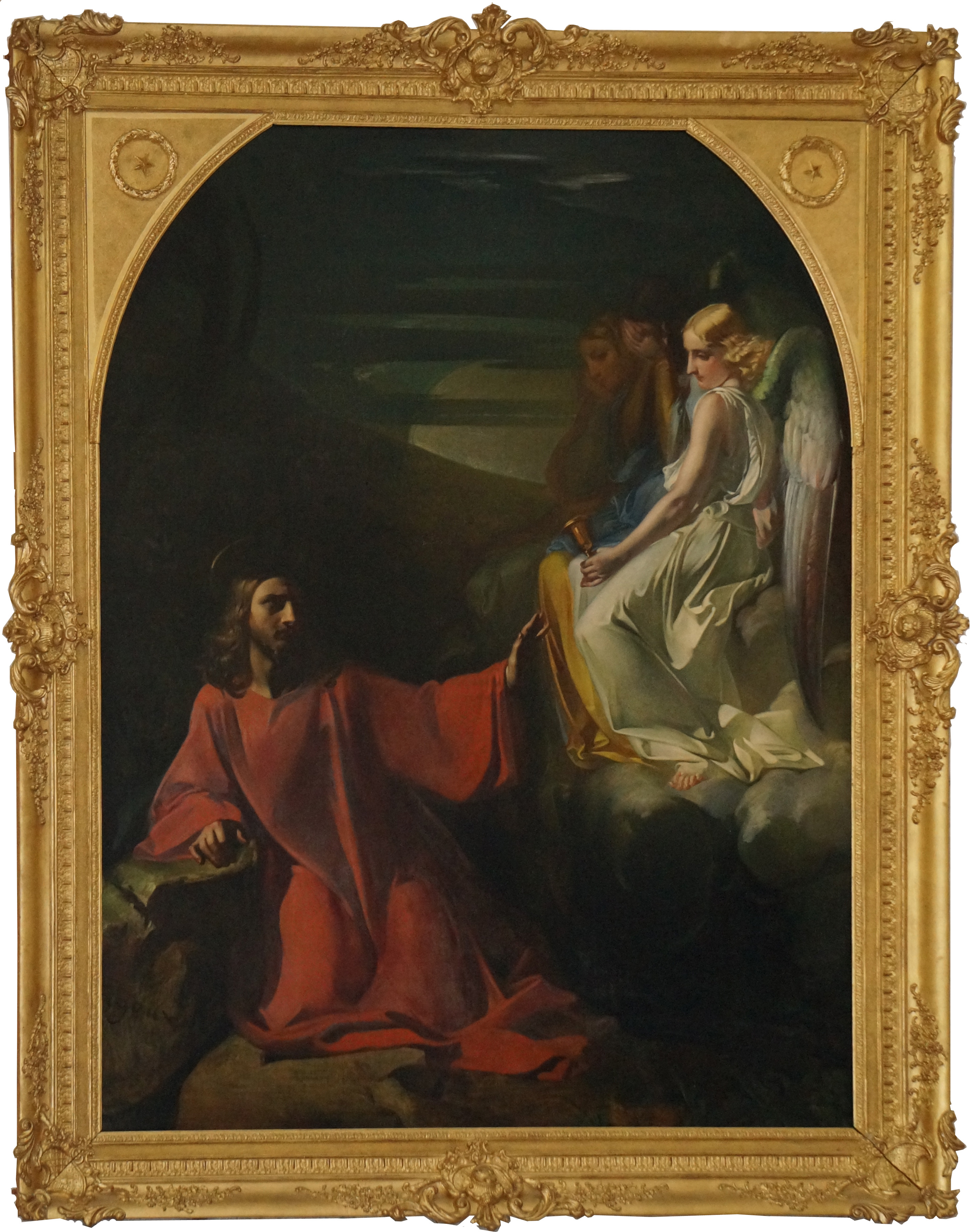
Jesus au jardin des oliviers.
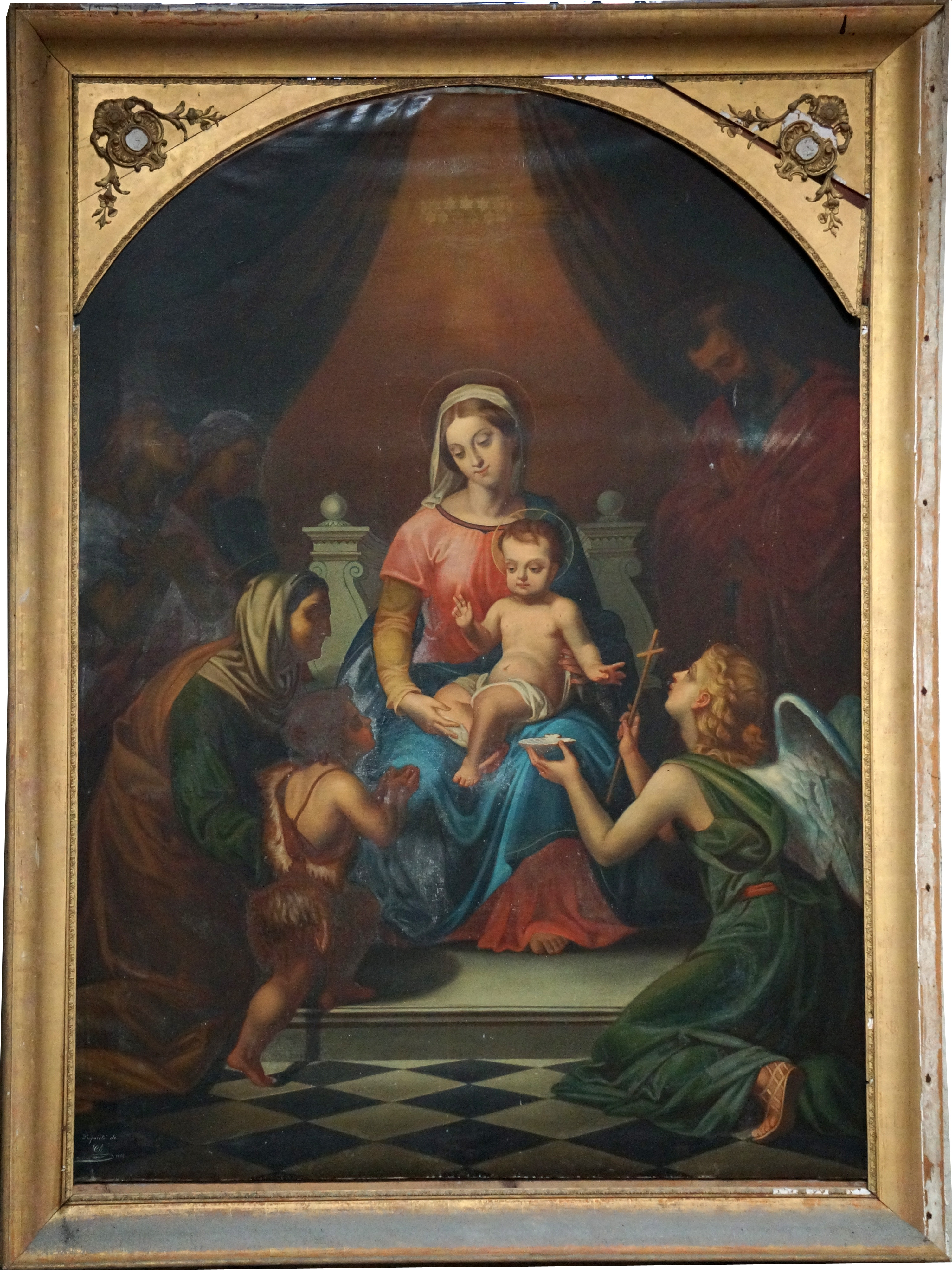
La sainte famille, pintura del siglo XIX
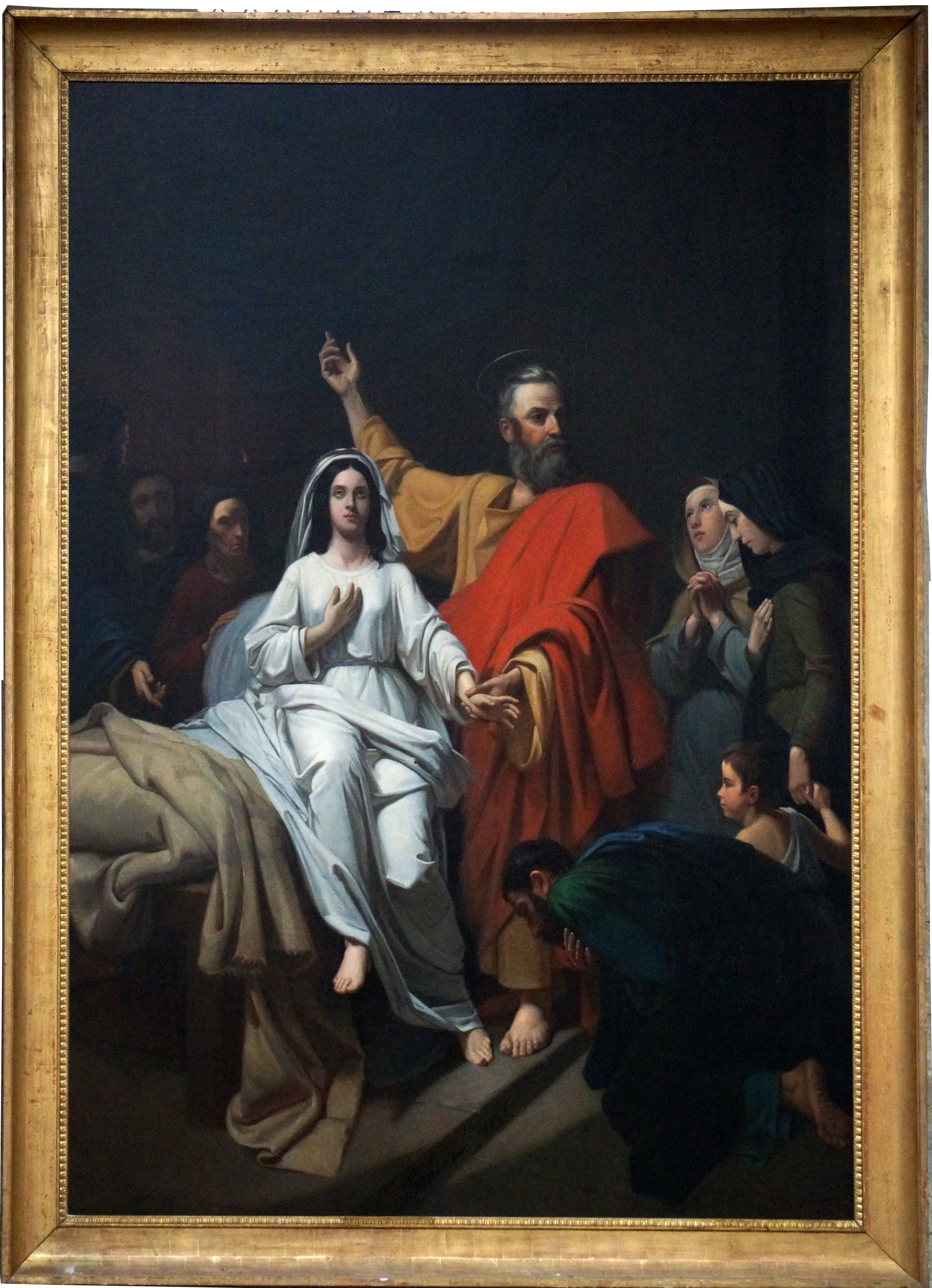
La résurrection de Tabias par st-Pierre, pintura del siglo XIX